# Derog Gioura
Derog Gioura (ur. 1 września 1932 w Ubenide, zm. 25 września 2008) – nauruański polityk, prezydent Nauru.
Długoletni członek parlamentu (reprezentant okręgu Ubenide). Zasiadał m.in. w pierwszym parlamencie w niepodległym  Nauru (1968–1971). W następnych wyborach został zastąpiony przez Kennana Adeanga, który jednak w czasie trwania kadencji złożył mandat; Gioura wszedł w jego miejsce. Po raz ostatni był członkiem parlamentu w latach 2003–2004.
W latach 70. był wiceprzewodniczącym Parlamentu Nauru. W latach późniejszych był również jego przewodniczącym.
W latach 90., za rządów Bernarda Dowiyogo, pełnił funkcję ministra sprawiedliwości. Również w tym samym dziesięcioleciu, był ministrem prac i robót publicznych. Z kolei na przełomie XXI wieku (również w gabinecie Bernarda Dowiyogo) kierował ministerstwem sportu i ministerstwem pracy, planowania i rozwoju mieszkalnictwa; poza wymienionymi, był ministrem asystującym prezydentowi.
Po nagłej śmierci prezydenta Bernarda Dowiyogo, który zmarł na cukrzycę podczas wizyty w Waszyngtonie, Gioura został (10 marca 2003) tymczasową głową państwa. 20 marca wybrano go prezydentem. Przez pewien czas był przewodniczącym większości ministerstw. Urząd prezydenta pełnił do 29 maja tegoż roku, kiedy zastąpił go Ludwig Scotty. W jego gabinecie objął kierownictwo nad ministerstwami spraw kobiet i dobrego zarządzania; był też ministrem mu asystującym.
Był związany z Bankiem Nauru.